# Вартбург (район)
Вартбург (нем. Wartburgkreis) — район в Германии. Центр района — город Бад-Зальцунген. Район входит в землю Тюрингия. Занимает площадь 1304,84 км². Население — 139 003 чел. Плотность населения — 107 человек/км².
Официальный код района — 16 0 63.
Район подразделяется на 63 общины.

## Города и общины
Города
1. Бад-Зальцунген (16 504)
2. Бад-Либенштайн (4 102)
3. Берка (4 696)
4. Кройцбург (2 576)
5. Гайза (3 393)
6. Кальтеннордхайм (1 871)
7. Рула (6 612)
8. Штадтленгсфельд (2 684)
9. Треффурт (6 040)
10. Фаха (3 861)

Объединения общин
Управление Бархфельд
1. Бархфельд (3 379)
2. Иммельборн (1 814)

Управление Берка (Верра)
1. Берка (4 696)
2. Данкмарсхаузен (1 136)
3. Диппах (1 149)
4. Гроссензее (352)

Управление Кройцбург
1. Кройцбург (2 576)
2. Ифта (1 278)
3. Краутаузен (1 693)

Управление Дермбах
1. Бруннхартсхаузен (420)
2. Дермбах (3 248)
3. Найдхартсхаузен (327)
4. Эхзен (678)
5. Урнсхаузен (794)
6. Вайлар (918)
7. Визенталь (802)
8. Целла-на-Рёне (476)

Управление Мила
1. Берка-фор-дем-Хайних (871)
2. Бишофрода (701)
3. Эбенсхаузен (326)
4. Франкенрода (370)
5. Халлунген (240)
6. Лаутербах (645)
7. Мила (2 379)
8. Нацца (652)

Управление Оберес-Фельдаталь
1. Анденхаузен (237)
2. Дидорф-на-Рёне (402)
3. Эмпфертсхаузен (649)
4. Фишбах-на-Рёне (595)
5. Кальтенленгсфельд (461)
6. Кальтеннордхайм (1 871)
7. Клингс (488)

Управление Фаха
1. Мартинрода (295)
2. Фаха (3 861)
3. Фёлькерсхаузен (1 201)
4. Вёльфербютт (433)

Общины
1. Беринген (3 370)
2. Бутлар (1 454)
3. Дорндорф (2 911)
4. Герстенгрунд (62)
5. Герстунген (6 324)
6. Хёрзельберг (3 360)
7. Лаймбах (1 931)
8. Маркзуль (3 232)
9. Эттенхаузен-ан-дер-Зуль (497)
10. Вольфсбург-Ункерода (789)
11. Меркерс-Кизельбах (3 167)
12. Моргрунд (3 699)
13. Рокенштуль (1 356)
14. Шлайд (1 127)
15. Швайна (3 041)
16. Штайнбах (1 341)
17. Зеебах (2 460)
18. Тифенорт (4 230)
19. Фрауэнзее (962)
20. Унтербрайцбах (4 028)
21. Вута-Фарнрода (7 248)